# Pieśń o Św. Jakubie
Pieśń autorstwa księdza Piotra Rossgrocha, proboszcza ostroroskiego, dziekana lwóweckiego, syna Jana Rossigrocha burmistrza Ostroroga. Pieśń wydana pod tytułem: Summarjiusza powtórnych łask y dobrodziejstw Boskich po cudownym św. Jakuba mieyscu, w Wielkiey Polscze przy Ostrorogu deklarowanym. Także Pieśń o S. Jakubie przez W. X. Piotra Rossigroach Dziekana Lwoweckiego Proboszcza Ostrorog złożona. (Poznań, w drukarni dziedziców Woyciecha Regulusa, 1676). Pieśń przetrwała do dziś w nieznacznie zmienionej wersji, jest śpiewana podczas uroczystości odpustowych. W poniższej tabeli przedstawiona została wersja oryginalna i współczesny tekst pieśni.
|           | oryginał autorstwa Piotra Rossigrocha | wersja współczesna |
| --------- | --- | --- |
| 1 zwrotka | Nowe w Sarmackich kraiach Jakub święty Apostoł Wielki żarliwością zięty. Przy Ostrorogu Cuda swe zkłada Łask Boskich pełen zawsze nimi włada.            | W krajach sarmackich słynie Jakub święty, Apostoł wielki, żarliwością zdjęty. Przy Ostrorogu cuda swe zakłada, Łask Boskich pełen, zawsze nimi włada.        |
| 2 zwrotka | Matka syneczka gdy tego imienia Jakuba topi Bóg złość jej przemienia W łaskawość która gdy się już zapuszcza Złość swą wypełnić. Lecz Bóg nie dopuszcza. | Matka syneczka, gdy tego imienia Jakuba topi, Bóg złość jej odmienia W łaskawość, która gdy się już zapuszcza, Złość swą wypełnić, lecz Bóg nie dopuszcza.   |
| 3 zwrotka | Kapłanem będąc Jakuba Świętego Kościół zmurował patrona swojego W tym miejscu: gdzie matka topić chciała Przed którym złość swą często wyjawiała.        | Kapłanem będąc Jakuba świętego Kościół zbudował patrona swojego, W tym miejscu, gdzie go matka topić chciała, Przez które często złość swą wyjawiała.        |
| 4 zwrotka | Z dawna to miejsce cudami słynęło Lubo już temu dwieście lat minęło. Przyrosłe sierpy od rąk odpadały Pod czas mszy świętej. Cuda wydawały.              | To miejsce dawno cudami słynęło, Lubo już temu 200 lat minęło. Sierpy przyrosłe od rąk odpadły, Podczas Mszy świętej cuda wyjawiały.                         |
| 5 zwrotka | Kalwin zazdrosny gdy farny odbiera kościół. Złość swoją oraz też wywiera Na Apostolski który rujnuie W Pałac z cegły teyż wzZamku budji.e                | Kalwin zazdrosny, gdy reformę obiera, Na kościół złość swą szczególnie wywiera, Apostołowi, gdy kościół rujnuje, A pałac z cegły tej samej buduje.           |
| 6 zwrotka | Bóg nie dozwala: co dano świętemu Raz Jakubowi i tak zawistnemu Heretikowi mieszkania nie daje Który tę cegłę na Kościół oddaje.                         | Bóg nie pozwala swojemu Świętemu, Lecz Jakubowi, gdy tak zawistnemu Heretykowi mieszkania nie daje Niechaj tę cegłę na kościół oddaje.                       |
| 7 zwrotka | W ogniach i cudach słynie Jakub Święty Że za patrona od polaków wzięty Będzie. Niech swej już Compostelii świeci Niech na pogaństwo ognie dziwne nieci.  | W ogniach i w tych dniach słynie Jakub święty I za patrona od Polaków wzięty Niechaj w tej jak w swej Komsteli świeci, Niech na pogany dziwne ognie wznieci. |
| 8 zwrotka | Hiszpańskich królów niegdyś wspomagałeś Na koniu białym gdy się pokazałeś Ranimirowi zbiłeś poganina Niech i tę łaskę odbierze Janina                    | Hiszpańskich jeńców, gdy ich wspomagałeś, Na białym koniu zawsze ratowałeś. Heremijana zbiłeś poganina, Niech też tę łaskę ma Polska dziedzina.              |
| 9 zwrotka | Rozgościłeś się u Jana Trzeciego w Janinie: chci że bądźPrzypis Klskiego Obrońcą. Łaski niech twej apostolskiej Doznawa. A broń wszytkiej jego Polski.   | Rozgościłeś się w Ostrorogoskim polu, Bądźże Polakom gotowy do boju. Niechaj doznamy wielce łaski Pańskiej Racz nas zachować od rzezi pogańskiej.            |